# Tonati
Rey de Xécora. Pertenecía a la quinta generación del rey Na'ayarij.
Se entrevistó con el virrey Baltasar de Zúñiga en 1720. El virrey le prometió que si su pueblo bajaba las armas, él les daría el derecho de comprar sal en Mexcaltitán. Tonati se negó y nombró a Tlahuitole como jefe de los ejércitos coras y huicholes. Éste enfrentó a los españoles en la Batalla de la Mesa del Nayar, pero fue vencido y ejecutado. Tonati fue llevado preso a Guadalajara. Murió en prisión en 1725.